# Cupido arinia
Cupido arinia är en fjärilsart som beskrevs av Charles Oberthür 1878. Cupido arinia ingår i släktet Cupido och familjen juvelvingar. Inga underarter finns listade i Catalogue of Life.

## Bildgalleri

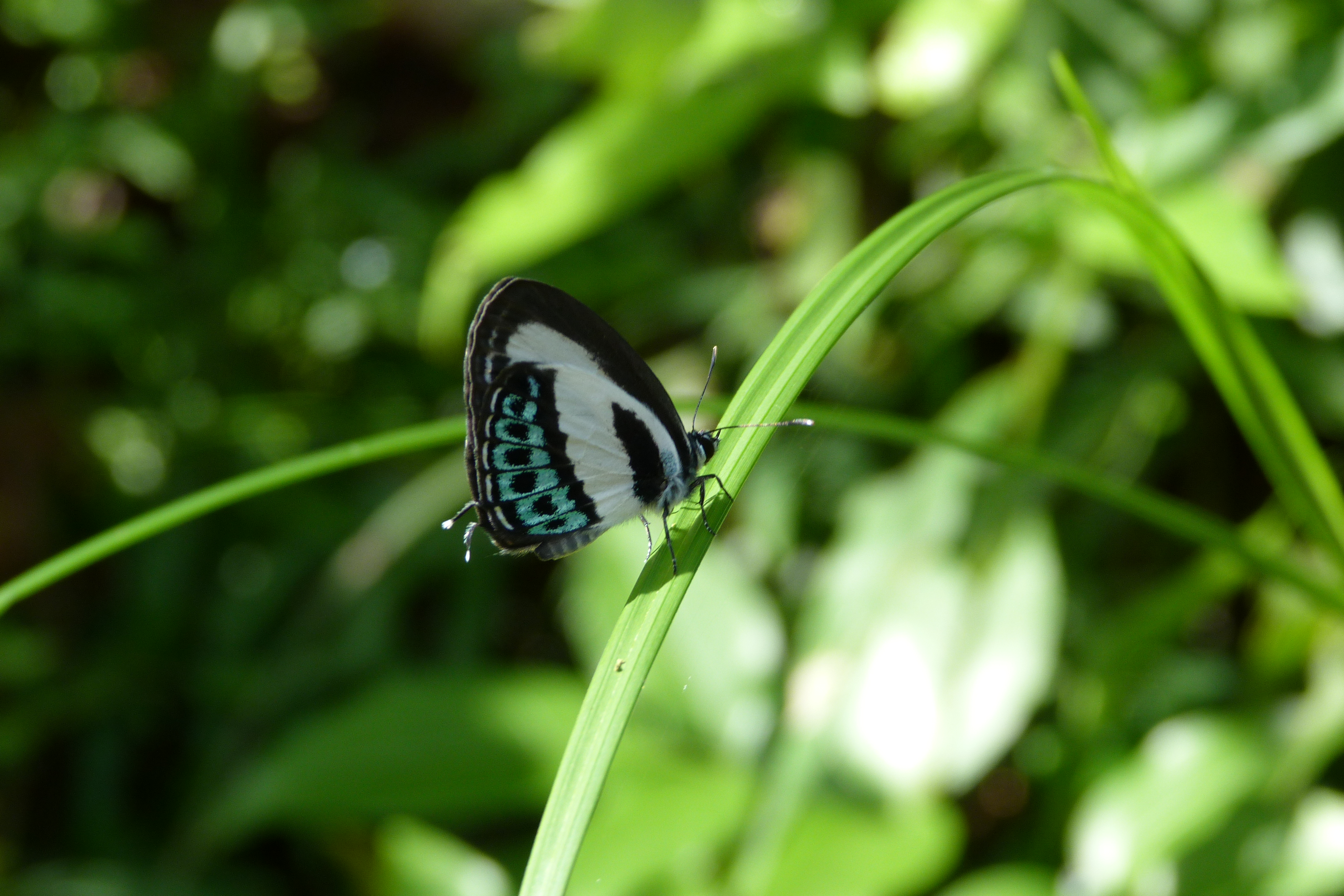